# 板垣真理子
板垣 真理子（いたがき まりこ）は、日本の写真家。日本写真芸術専門学校、文京学院大学講師。

## 概要
文京短期大学英文科（現 文京学院大学）卒業。東京海上火災保険株式会社に勤めた後、音楽修業と渡米を果たし、1981年からフリーランスの写真家となる。2000年～2011年、日本写真芸術専門学校講師、2002年～2009年、日本ジャーナリスト専門学校講師、2003年～2008年　文教学院大学自由学科講師。
1982年、ジャズ・ミュージシャンを撮ったことがきっかけで写真の世界に入る。キース・ジャレット、パット・メセニーなどのカレンダーを手掛け、マイルス・デイヴィスの東京講演でステージ撮影を行った。1984年、キング・サニー・アデの音楽に魅せられて初めてナイジェリアを訪れた際、同じくナイジェリアの音楽家、アフロ・ビートの創始者であるフェラ・クティと運命的な出会い。ナイジェリアで彼に会った最初の日本人写真家となる。後に彼の半生記を著し、アフリカのポップ・ミュージックのメッセージ性を紹介した。それ以来、東西南北アフリカ、南米、カリブ、アジアなどで取材を重ね、西アフリカ、ナイジェリアのヨルバ文化と宗教に興味を持ち、それらが伝播した先の、ブラジル、キューバなどの環大西洋で取材を続けている。ヨルバ文化にまつわる80年代初頭からの長年の取材は、ルーツのナイジェリア、ブラジルの特に北東部のバイーア、そしてカリブの国キューバなどを何度にもわたって取材し、この三地域を網羅する旅人で写真家、文筆家として、もっとも早期から紹介してきたエキスパートとなる。これらの活動は「熱帯地域における音楽文化の記録と紹介に関する啓発活動」として、2014年度の大同生命地域研究特別賞を受賞した。著書、写真集、写真展多数。公式ウェブサイト(新)　https://afrimariafrimari.wixsite.com/mariko-itagaki-photo
また、2015年から、キューバのラウル・カストロ、米国のオバマ政権時代の両国の国交復興を目の当たりにするため、キューバに在住。その時に偶然習った歌のレッスンがきっかけで、ハバナで歌い始める。ホテル・ナシォナル、ホテル・ハバナ・リブレなど、目覚ましい場所での活躍もあった。コロナ・パンデミック中に再度キューバに渡ったが帰国。現在は日本で、写真、文筆、歌ともに活動を続ける。

## 著書
- 『おいでよアフリカ』（晶文社）
- 『踊るカメラマン』（晶文社）
- 『歓喜・AYO』（情報センター出版局）
- 『ベトナムの人』（三五館）
- 『Carnival in Black』（三五館）
- 『笑ってる?』（三五館）
- 『魔女ランダの島・バリ』（スリーエーネットワーク）
- 『バイーア・ブラック』（トラベルジャーナル）
- 『キューバ、愛 !』（作品社）
- 『アフリカ・喜・気・樹』（理論社）
- 『虹色のこどもたち』（理論社）
- 『キューバ・甘い路上』（フィールドワイ）
- 『武器なき祈り』（三五館）
- 『スプーン曲げに夢中』（彩流社）
- 『アフリカン・ビューティ』（三五館）
- 『ブラジル紀行/ バイーア、踊る神々のカーニバル』ブルースインターアクションズ刊
- 『キューバへ行きたい』（新潮社・とんぼの本）
- 『CUBA AMOR』（彩流社）